# Duwet (Pekalongan Selatan)
Duwet is een bestuurslaag in het regentschap Pekalongan van de provincie Midden-Java, Indonesië. Duwet telt 3588 inwoners (volkstelling 2010).